# Sibianor aurocinctus
Sibianor aurocinctus là một loài nhện trong họ Salticidae.
Loài này thuộc chi Sibianor. Sibianor aurocinctus được Ohlert miêu tả năm 1865.

## Hình ảnh

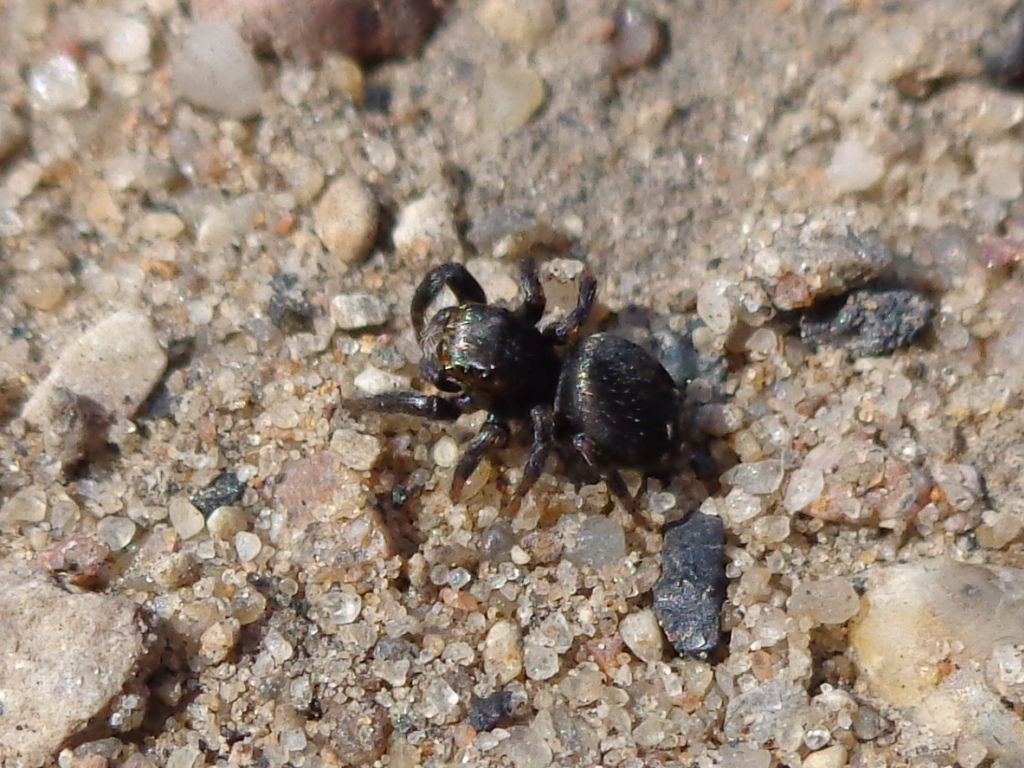